# Kurt Westergaard
Kurt Westergaard   (Døstrup, 13 de juliol de 1935 - Copenhaguen, 14 de juliol de 2021) va ser un caricaturista danès conegut pel ser l'autor d'una polèmica vinyeta on apareix Mahoma portant una bomba al seu turbant. Aquesta caricatura va ser la més controvertida de les dotze publicades pel diari danès Jyllands-Posten, i va ocasionar reaccions en contra en nombrosos països amb població musulmana, inclosos alguns països occidentals.
Des de la publicació de les caricatures, Westergaard va rebre nombroses amenaces de mort, figurava en llistes d'objectius d'Al-Qaida i va ser blanc de diversos intents d'assassinat.
El 22 d'abril de 2009 va deixar de treballar pel seu diari, Jyllands-Posten, per raons de seguretat.
L'1 de gener de 2010 un home somali, armat amb destral i un ganivet, va entrar a casa i va intentar matar-lo, però va ser arrestat per la policia danesa. Kurt Westergaard s'havia protegit de l'atacant refugiant-se al bany amb la seva neta. Com a resultat, Westergaard comptava amb constant protecció policial.